# Akçakoyunlu, Andırın
Akçakoyunlu là một xã thuộc huyện Andırın, tỉnh Kahramanmaraş, Thổ Nhĩ Kỳ. Dân số thời điểm năm 2010 là 627 người.